# Bryan Adams
Bryan Adams   (Kingston, 5 de novembre de 1959) és un cantautor, productor discogràfic i fotògraf canadenc. Es calcula que ha venut entre 75 milions i més de 100 milions de discos i senzills a tot el món, cosa que el situa a la llista dels artistes musicals més venuts. Adams va ser l'artista més reproduït a la ràdio canadenca a la dècada del 2010 i ha tingut 25 senzills entre els 15 millors del Canadà i més d'una dotzena als Estats Units, el Regne Unit i Austràlia.
Adams va publicar el seu àlbum debut homònim quan tenia 20 anys. Va saltar a la fama a Amèrica del Nord amb l'àlbum "Cuts Like a Knife" del 1983; l'àlbum incloïa la cançó principal i la balada "Straight From the Heart", que es va convertir en el seu primer èxit al top deu dels Estats Units. El seu àlbum número u canadenc i nord-americà de 1984, Reckless, va ser el primer àlbum d'un canadenc a obtenir la certificació de diamant al Canadà i el va convertir en una estrella mundial amb sis senzills a les llistes d'èxits, incloent-hi "Run to You" i "Summer of '69", tots dos èxits al top 10 als Estats Units i al Canadà, i la balada potent "Heaven", un èxit número u als Estats Units. El seu àlbum de 1987, Into the Fire, amb la seva cançó "Heat of the Night", que va entrar al top deu dels Estats Units i el Canadà, va arribar al número dos al Canadà i al top deu als Estats Units i diversos altres països.
El 1991, Adams va llançar "(Everything I Do) I Do It for You", que va arribar al número u en almenys 19 països, incloent-hi durant 16 setmanes seguides al Regne Unit. És un dels senzills més venuts de tots els temps, havent venut més de 15 milions de còpies a tot el món. La cançó va ser inclosa a Waking Up the Neighbours (1991) d'Adams, un àlbum número u mundial que va vendre 16 milions de còpies, inclosa la certificació de disc de diamant al Canadà. Un altre gran èxit de l'àlbum va ser el número u al Canadà i número dos als Estats Units "Can't Stop This Thing We Started", que també va arribar al top 10 en diversos altres països. A partir de 1993, els èxits d'Adams eren majoritàriament balades, incloent-hi els èxits número u o dos mundials "Please Forgive Me" (1993); "All for Love" (1993); i "Have You Ever Really Loved a Woman?" (1995), aquests dos últims encapçalant la llista Billboard Hot 100 dels Estats Units.
dams ocupa el lloc 48 a la llista dels millors artistes de tots els temps del Billboard Hot 100. Adams ha guanyat 20 premis Juno i un premi Grammy a la millor cançó escrita per a mitjans visuals entre 16 nominacions als Grammy, i ha estat nominat a cinc premis Globus d'Or i tres premis de l'Acadèmia per les seves composicions per a pel·lícules. Adams ha estat inclòs al Passeig de la Fama de Hollywood, al Passeig de la Fama del Canadà, al Saló de la Fama de la Radiodifusió Canadenca, al Saló de la Fama de la Música Canadenca i al Saló de la Fama dels Compositors Canadencs. L'1 de maig de 2010, Adams va rebre els Premis del Governador General en Arts Escèniques – Assoliments Artístics de Trajectòria pels seus 30 anys de contribucions a les arts.

## Biografia
Bryan Guy Adams va néixer el 5 de novembre de 1959 a Kingston, Ontario. És fill d'Elizabeth Jane (de soltera Watson) i Conrad J. Adams, una parella anglesa que va emigrar al Canadà des de Plymouth, al sud-oest d'Anglaterra, a la dècada del 1950. Una de les seves àvies i la seva besàvia eren de Floriana, Malta. El seu pare, un oficial de la Reial Acadèmia Militar de Sandhurst de l'exèrcit britànic, es va unir a l'exèrcit canadenc i més tard va treballar com a observador de manteniment de la pau de les Nacions Unides i diplomàtic del servei exterior canadenc.
Adams va viatjar amb els seus pares a destinacions diplomàtiques a Lisboa, on va assistir a l'escola de Sant Columbà a Lisboa, Portugal, i a Viena, on va assistir a l'American International School Vienna, a la dècada de 1960, i a una escola missionera escocesa, The Tabeetha School, a Jaffa, Israel. També va viure a Corea del Sud i al Japó. Criat a Ottawa, va assistir a l'escola secundària Colonel By, al barri de Beacon Hill d'Ottawa. El 1974, Adams, la seva mare i el seu germà petit Bruce es van traslladar a North Vancouver mentre el seu pare estava destinat a l'estranger. Mentre era allà, va assistir a l'Argyle Secondary School i a l'Sutherland Secondary School.
Adams va comprar la seva primera guitarra elèctrica als 10 anys a Reading, una marca italiana de Gherson, basada en una Fender Stratocaster. Al cap de poc temps els seus pares es van divorciar i el petit futur cantant se'n va anar a viure amb la seva mare i germà a la ciutat de Vancouver. Als 15 anys Bryan va deixar l'escola i va començar a estudiar piano.
El 1979 Bryan va realitzar la seva primera aportació musical als gèneres que aleshores eren molt exigents, i junt amb Jim Vallace, a qui havia conegut dos anys abans, van rebre la seva primera oferta de la companyia A&M i van gravar Let Me Take you Dancing, el que va seguir, el seu primer disc, Bryan Adams, gravat el 1980.

### dècada del 1980
El segon àlbum d'Adams, You Want It You Got It, es va publicar el 1981 i contenia l'èxit de ràdio rock orientat a àlbums FM, "Lonely Nights", que va arribar al número tres de la llista de pistes d'àlbums de rock dels EUA. La mateixa cançó va ser reinterpretada per Uriah Heep per a l'àlbum Head First, publicat el 1983. La cançó més reeixida de l'àlbum al Canadà va ser "Fits Ya Good", que va arribar al top 30 de la llista RPM Top 40; també va arribar al número 15 de la llista US Album Rock Tracks. De gener a maig de 1982, Adams va passar mesos viatjant en la seva gira "You Want It You Got It"; en pocs mesos l'àlbum ja s'havia venut arreu dels Estats Units i Adams aviat va començar la gira telonera dels Kinks i Foreigner.
Cuts Like a Knife, que es va publicar el gener de 1983, va ser l'àlbum revelació d'Adams. « Straight from the Heart » va ser el primer senzill publicat de l'àlbum; va arribar al número 10 de la llista Billboard Hot 100, al número 20 de la llista canadenca RPM Top 40 i al número u de la llista canadenca Adult Contemporary. El setembre de 1983, Bonnie Tyler va publicar la seva versió per a l'àlbum d'estudi Faster Than the Speed of Night. El segon senzill, "Cuts Like a Knife", va pujar al número 15 de la llista Billboard Hot 100, al número sis de la llista US Album Rock Tracks i al número 12 de la llista canadenca RPM Top 40. El tercer senzill, "This Time", també va ser un èxit del top 30 als Estats Units i al Canadà. A l'estranger, els dos últims senzills van ser èxits al Top 20 a Nova Zelanda, però van tenir poc èxit en altres països, a part de "Straight From the Heart" i "This Time" que van arribar al top 50 al Regne Unit. Tres altres cançons, "Take Me Back", "I'm Ready" i "The Only One", també van rebre una bona difusió a les emissores de ràdio de rock nord-americanes, i van entrar a la llista de cançons d'àlbums de rock dels EUA. L'àlbum va arribar al número vuit tant a la llista d'àlbums Billboard 200 com al Canadà, aconseguint tres vegades el disc de platí al Canadà, el de platí als Estats Units i el d'or a Austràlia.

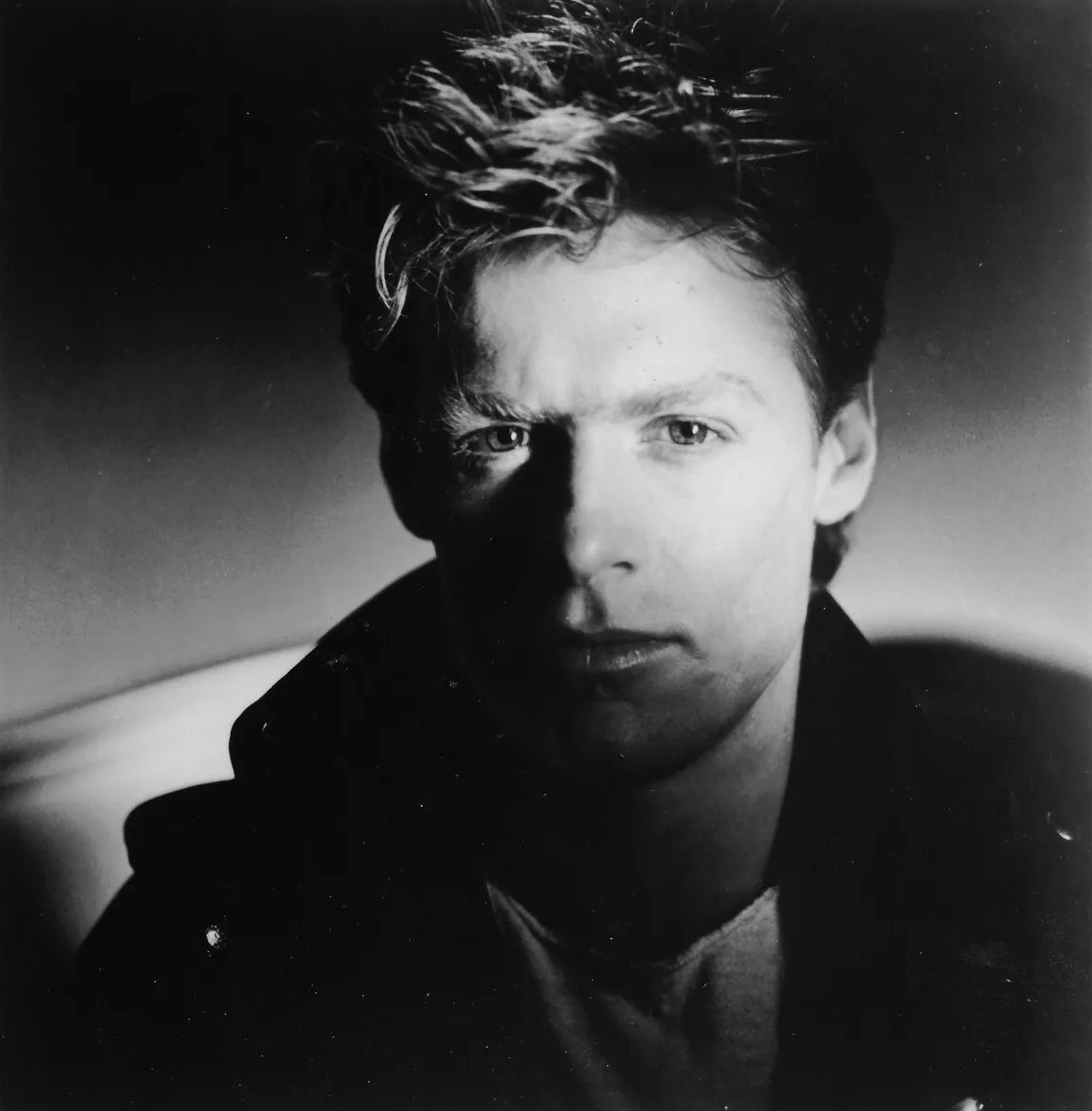
Adams el 1984

A l'octubre, Adams es va unir a Jim Vallance al Festival de Música Yamaha al Japó. L'enquesta d'opinió popular nacional Music Express el va votar com el millor cantant masculí del Canadà el 1982. El 1983, Adams va viatjar a Amèrica, fent de teloner de Journey i actuant en més de 100 dates en cinc mesos. El 30 de juliol de 1983 va actuar al Day on the Green de l'Oakland Coliseum.
Amb tot i això, el 1984 va ser el millor any de Bryan, ja que el llançament del seu àlbum "Reckless" va obtenir molts reconeixements (exemple d'això, els premis juno). Memorables cançons com "Heaven", "Summer Of '69", "Run To You", "It's Only Love" (duet amb Tina Turner), L'àlbum també va tenir un bon èxit a Europa, Austràlia i Nova Zelanda, tot i que "Summer of '69" no va tenir tan bon èxit al principi al Regne Unit, ja que no es va reproduir sovint a la ràdio; tanmateix, va aconseguir èxit més tard al Regne Unit, els Països Baixos i Bèlgica. "It's Only Love" va ser nominada a un premi Grammy a la millor interpretació vocal de rock per un duo o grup el 1986. El 1986, la cançó va guanyar un premi MTV a la millor actuació escènica. Reckless també va fer que Adams fos nominat als Grammy a la Millor Interpretació Masculina de Rock. El desembre de 1984, Adams va embarcar-se en una gira mundial de dos anys per llançar l'àlbum. La gira incloïa dates amb Tina Turner per a la seva Private Dancer Tour. Adams va guanyar els premis Juno al millor vocalista masculí cada any del 1983 al 1987. Reckless finalment va aconseguir el disc de diamant en vendes al Canadà, el primer àlbum d'un artista canadenc a aconseguir-ho, mentre que va assolir 5× i 3× platí als Estats Units i al Regne Unit. Reckless ha venut més de 12 milions de còpies a tot el món i ha guanyat el premi Juno a l'àlbum de l'any el 1985.
El febrer de 1985, Adams va gravar el senzill benèfic "Tears Are Not Enough " com a membre de The Northern Lights, un supergrup improvisat que també incloïa Anne Murray, Gordon Lightfoot, Burton Cummings, Joni Mitchell i Neil Young, i altres artistes musicals canadencs. Adams va escriure la lletra i l'àlbum; la missió era recaptar fons per ajudar la fam a Etiòpia de 1983-85. La cançó va ser publicada com a senzill per Columbia Records al març d'aquell any, i va arribar al número u de la llista canadenca Top 40 . També va acabar número u a les llistes canadenques de final d'any de 1985. El vídeo de la cançó també va rebre una àmplia difusió a MuchMusic. El senzill va aconseguir el triple disc de platí, tot i que va ser gravat independentment pel projecte USA for Africa, va ser inclòs a l'àlbum de llarga durada We Are the World. El juliol de 1985, Adams va interpretar la cançó al concert Live Aid, a l'estadi JFK de Filadèlfia, davant de més de 100.000 persones. El setembre de 1985, Adams va coescriure dues cançons per al sisè àlbum en solitari de Roger Daltrey , Under a Raging Moon: "Let Me Down Easy", escrita originalment per a Stevie Nicks, i "Rebel". L'àlbum va ser un homenatge al bateria de The Who, Keith Moon, que va morir el 1978. La cançó "Let Me Down Easy" va ser un dels 15 millors èxits de la llista de cançons de rock convencionals de Billboard. Gairebé 30 anys després, Adams va publicar la seva pròpia versió de "Let Me Down Easy" en una versió del 30è aniversari de Reckless.
El gener de 1986, Adams va posar la veu final a la cançó "Don't Forget Me (When I'm Gone)" del grup de rock canadenc Glass Tiger per al seu àlbum debut The Thin Red Line. Va arribar al número u al Canadà i al número dos als Estats Units.
El seu següent àlbum a Reckless va ser Into the Fire (1987), que tractava temes més seriosos després de "Tears Are Not Enough". Aquest àlbum contenia les cançons d'èxit «Heat of the Night», que va arribar al top 10 tant al Canadà com als Estats Units, i « Hearts on Fire».
El desembre de 1987, Adams va contribuir amb la cançó "Run Rudolph Run" a l'àlbum recopilatori A Very Special Christmas, un àlbum benèfic en benefici dels Jocs Olímpics Especials. L'àlbum va rebre una certificació RIAA de 4× platí per part de la Recording Industry Association of America per l'enviament de quatre milions de còpies als Estats Units. Ocupa el lloc 19 a la llista dels àlbums de Nadal més venuts als Estats Units. En 25 anys, va generar 109 milions de dòlars en drets d'autor per als Jocs Olímpics Especials.
L'estiu de 1989, Adams es va unir a artistes per fer cors en una regravació de l'èxit de Deep Purple "Smoke On The Water" en ajuda de les víctimes del terratrèmol d'Armènia de 1988.
El desembre de 1989, Viu! Viu! Viu! , el seu primer àlbum en directe. Va ser enregistrat en directe al festival Rock Werchter el 3 de juliol de 1988 a Werchter, Bèlgica.

### dècada del 1990
Va tornar a Londres i va gravar els cors de "Feels Like Forever", una cançó escrita per Adams per a Eric Carmen. El 1990, va rebre l'Orde de la Columbia Britànica. Adams va afegir pistes vocals a la melodia de "River Of Love" de David Foster al seu estudi casolà de Vancouver. El 21 de juliol de 1990, Adams va interpretar les cançons de Pink Floyd «Young Lust» i «Empty Spaces» a la producció de concert de Roger Waters de The Wall – Live In Berlin, per commemorar la caiguda del Mur de Berlín vuit mesos abans.
Bryan torna de nou el 1991 amb el seu nou àlbum d'estudi, "Waking Up The Neighbours", els seus èxits més importants són Everithing I Do (I Do It For You)" (banda sonora de la pel·lícula Robin Hood: Príncep dels lladres), "Thought I'd Died And Gone To Heaven", "Can't Stop This Thing We Started", "Do I Have To Say The Words?" i "Don't Drop That Bomb On Me" (Cançó catalogada entre les "peace songs", degut al seu fort però realista contingut). L'àlbum, tot i el gran èxit entre el públic, ja que era innovador, va tenir repercussions negatives, ja que Bryan havia canviat completament el seu gènere, passant d'un soft rock i la balada comú al metal clàssic i a una balada una mica "pesada" (el tema del canvi de gènere, dins el mateix context anglès rocker, és típic en la música de Bryan). Un exemple són les dues primeres cançons esmentades: "Thought I'd Died And Gone To Heaven" i "Everything I Do (I Do It For You)". Tot i la crítica, van tenir una bona acollida entre el públic llatino-americà.
El 1993, el seu àlbum recopilatori "So Far So Good" es llençava amb els seus temes més populars i coneguts, així com una nova cançó, "Please Forgive Me", aquesta cançó fa de l'àlbum tot un clàssic. El novembre de 1996 es va publicar "I Finally Found Someone", gravada per Bryan Adams i Barbra Streisand com a part de la banda sonora de la pel·lícula autodirigida de Streisand The Mirror Has Two Faces. La cançó va ser nominada als Premis de l'Acadèmia i als Globus d'Or. Va arribar al número 8 de la llista Billboard Hot 100.
El setembre de 1994, al concert benèfic Pavarotti & Friends, Adams va cantar " Please Forgive Me " i una versió d'"All for Love " amb Luciano Pavarotti, Andrea Bocelli, Nancy Gustafson i Giorgia Todrani.
El 1995 també va venir amb gran sorpresa per als que esperaven una cançó de Bryan, amb la cançó "Have You Ever Really Loved A Woman?", Va ser número u als Estats Units, Canadà i Austràlia, així com un èxit entre els cinc primers al Regne Unit i Alemanya. El senzill va ser nominat a l'Oscar, al Grammy i al Globus d'Or a la Millor Cançó Original.
El juny de 1996 es va publicar l'àlbum, "18 til I Die", el novè àlbum d'estudi, és llençat, i cançons com "Let's Make A Night To Remember", "The Only Thing That Looks Good On Me Is You", "18 Til I Die", i "Star" obtenen l'èxit massiu (l'última cançó forma part de la banda sonora de la pel·lícula "Jack").
El novembre de 1997, Adams va escriure una nova lletra per a la cançó de Jean-Jacques Goldman «Puisque tu pars», també escrita aquell mes, i refeta com a «Let's Talk About Love» i enregistrada per Celine Dion.
El 1999, una versió demo de la traducció d'Adams va aparèixer al CD senzill "Cloud Number Nine". El desembre de 1997, Adams va publicar MTV Unplugged amb tres noves cançons: "Back to You", "A Little Love" i "When You Love Someone". «Back to You» va ser el primer senzill, seguit de «I'm Ready», una versió acústica de la cançó de l'àlbum Cuts Like A Knife . L'àlbum va ser un èxit entre els deu primers a Alemanya, mentre que tots dos senzills van arribar al top 20 al Regne Unit.

### anys 2000

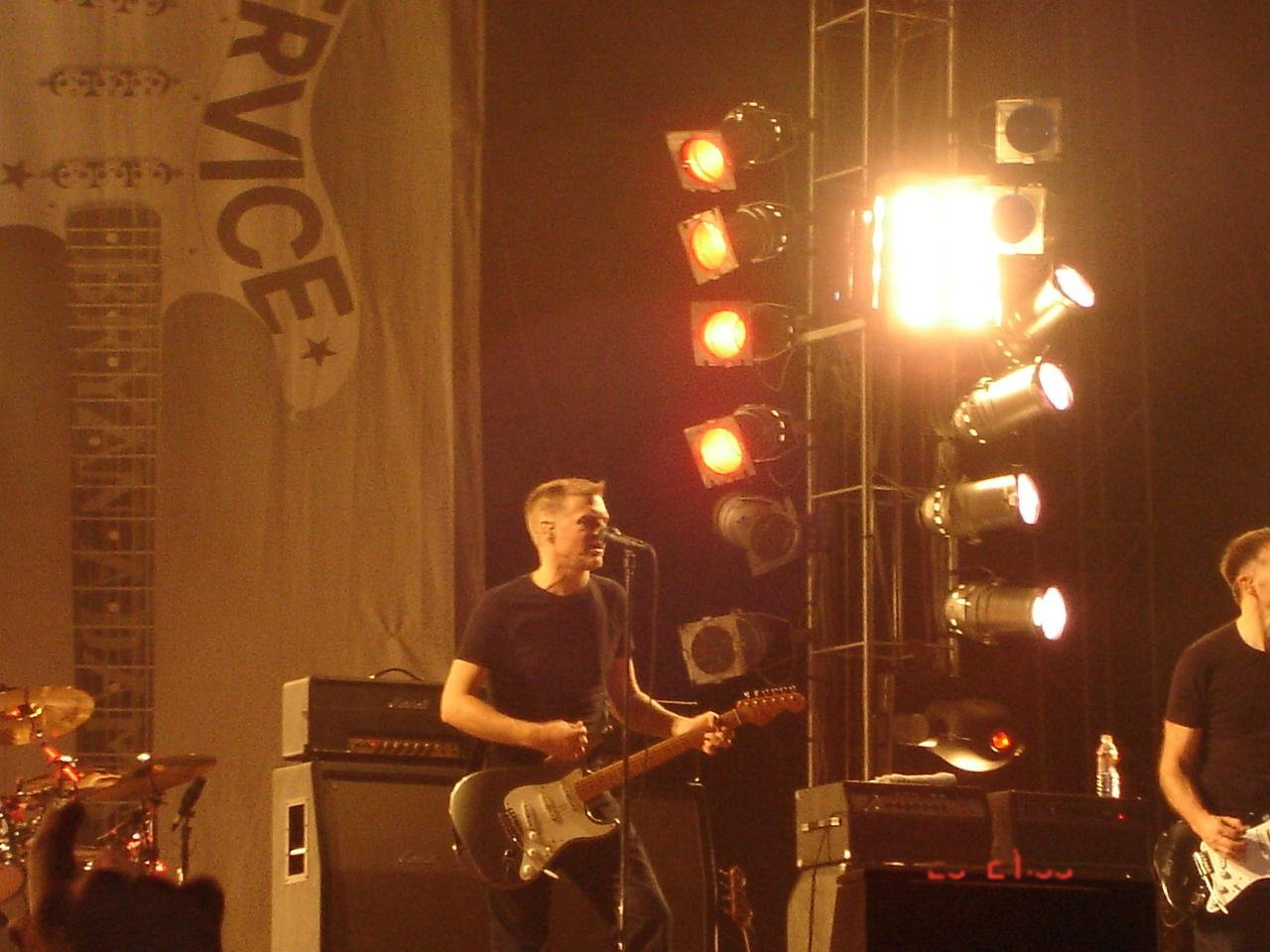
Adams el 2006

L'octubre del 2000, Adams va cantar "Sad Songs (Say So Much)" amb Elton John al Madison Square Garden per a l'àlbum en directe Elton John One Night Only – The Greatest Hits.
"Room Service" es va publicar el 20 de setembre de 2004 al Canadà i Europa. Va encapçalar les llistes d'èxits a Alemanya i Suïssa i va arribar al número quatre al Regne Unit, venent 440.000 còpies la primera setmana a Europa i, per tant, va debutar al número u de la llista d'àlbums europeus de Billboard. El senzill " Open Road " va ser el més reeixit de l'àlbum i va arribar al número u al Canadà i al número vint-i-u al Regne Unit. El maig de 2008, l'àlbum també es va publicar als Estats Units, i va arribar al número 134 de la llista Billboard 200.
De juny a agost de 2005, Adams va ser co-líder d'una gira de concerts amb Def Leppard que va tenir lloc en estadis de beisbol de lligues menors. El juliol de 2005, Adams va actuar al Live 8 de Barrie.

## Activisme i treball humanitari
El 29 de gener de 2005, Adams va ser un dels 150 artistes de "Canada for Asia", un concert benèfic de la CBC a Toronto per a les víctimes del terratrèmol de l'oceà Índic de 2004; el concert va recaptar 4 milions de dòlars.
El 25 de maig de 2005, ell i el seu cosí Johhny Armitage van donar 1,3 milions de lliures guanyats al Rock by the River a l'Hospital Royal Mardsen de Londres.
El juliol de 2005, Adams va tocar al concert Live 8, a Barrie, Ontario, per conscienciar sobre la pobresa.
El 29 de gener de 2006 va ser el primer artista a tocar a Karachi, Pakistan, en un concert benèfic per aconseguir diners perquè els nens poc privilegiats poguessin anar a l'escola; alguns diners també van ser donats a les víctimes del tsunami.
El juny de 2008, va oferir a particulars del públic l'oportunitat de licitar per cantar amb ell en directe en concerts en tres subhastes benèfiques diferents a Londres. Es van recaptar més de 50.000 lliures esterlines que es van destinar a la NSPCC, Children in Need i l'University College Hospital. El 28 de febrer de 2008, va aparèixer a One Night Live a l'Air Canada Centre de Toronto amb Josh Groban, Sarah McLachlan, Jann Arden i RyanDan en benefici del Programa per a Dones i Nadons de l'Hospital Sunnybrook.

## Discografia
Àlbums d'estudi
- Bryan Adams (1980)
- You Want It You Got It (1981)
- Cuts Like A Knife (1983)
- Reckless (1984)
- Into The Fire (1987)
- Live! Live! Live! (1989)
- Waking Up The Neighbours (1991)
- 18 Til I Die (1996)
- On A Day Like Today (1998)
- Room Service (2004)
- 11 (2008)
- Tracks Of My Years (2014)
- Reckless 30 aniversario (2014)
- Get Up (2015)
- Shine a Light (2019)
- Pretty Woman - The Musical (2022)
- So Happy It Hurts (2022)
- Classic (2022)

Àlbums en directe
- Live! Live! Live! (1988)
- MTV Unplugged (1997)
- Live At The Budokan (2003)
- Live In Lisbon (2005)
- Bare Bones (2010)

Àlbums recopilatoris
- Hits On Fire (1988)
- So Far So Good (1993)
- The Best Of Me (1999)
- Anthology (2005)
- Bryan Adams ICON CD (2010)

Àlbums de B.S.O
- Spirit: Stallion Of The Cimarron (2002)

## Senzills (Incomplet)
- Thought I'd Died And Gone To Heaven (1992).
- Please Forgive Me (1993).
- Have You Ever Really Loved A Woman (1995).
- The Only Thing That Looks Good On Me Is You (1996).
- Let's Make A Night To Remember Orange Version (1996).
- Let's Make A Night To Remember Blue Version (1996).
- 18 Til I Die (1997).
- Back To You (1997).
- I'm Ready Color Version (1998).
- I'm Ready Blue Version (1998).
- On A Day Like Today (1998).
- When You're Gone Red Version (1998).
- When You're Gone Green Version (1998).
- Cloud#9 Grey Version (1999).
- Cloud#9 Blue Version (1999).
- The Best Of Me (1999).
- Here I Am (2002).
- Open Road (2004).
- Flying (2004).
- Room Service (2004).
- This Side Of Paradise (2005).

## Videografia
- So Far So Good (And More) (1994).
- MTV Unplugged (1997).
- Live At Slane Castle (2000).
- Live At the Bodukan (2000).
- Live In Lisbon (2005).

## Pel·lícules
A Bryan Adams se l'ha vist a pel·lícules com:
- 1989 – El Cadillac rosa , dirigida per Buddy Van Horn, protagonitzada per Clint Eastwood i Bernadette Peters, Adams interpreta un empleat d'una benzinera.[98]
- 1991 – Robin Hood: Prince of Thieves. Adams es va interpretar a si mateix al vídeo complet de "(Everything I Do) I Do It for You", reproduint els crèdits finals de la versió VHS de la pel·lícula.
- 2002 – House of Fools , dirigida per Andrei Konchalovsky, Adams s'interpreta a si mateix i apareix a les escenes en què la protagonista Zhanna ( Julia Vysotskaya ) somia casar-se amb ell.[99]
- 2011 – Jock, el gos heroi, dirigida per Duncan MacNeillie. Inclou la veu d'Adams com a "Jock".[100]